# Улица Фурманова (Салават)
Улица Фурманова  — улица расположена в старой части города.

## История
Застройка улицы началась в 1959 году. Улица застроена  3-х и 4-х этажными домами. В левой части улицы находится парк.

## Трасса
Улица Фурманова начинается от улицы Гагарина и заканчивается на улице Советская.

## Транспорт
По улице Фурманова общественный транспорт не ходит.

## Примечательные здания и сооружения
- д. 4 Медицинский колледж[2] (бывший Нефтяной институт).